# Irial Vets
Irial Vets, nacido en 1908 y fallecido en 2001 fue un pintor y escultor autodidacta francés, . 

## Datos biográficos

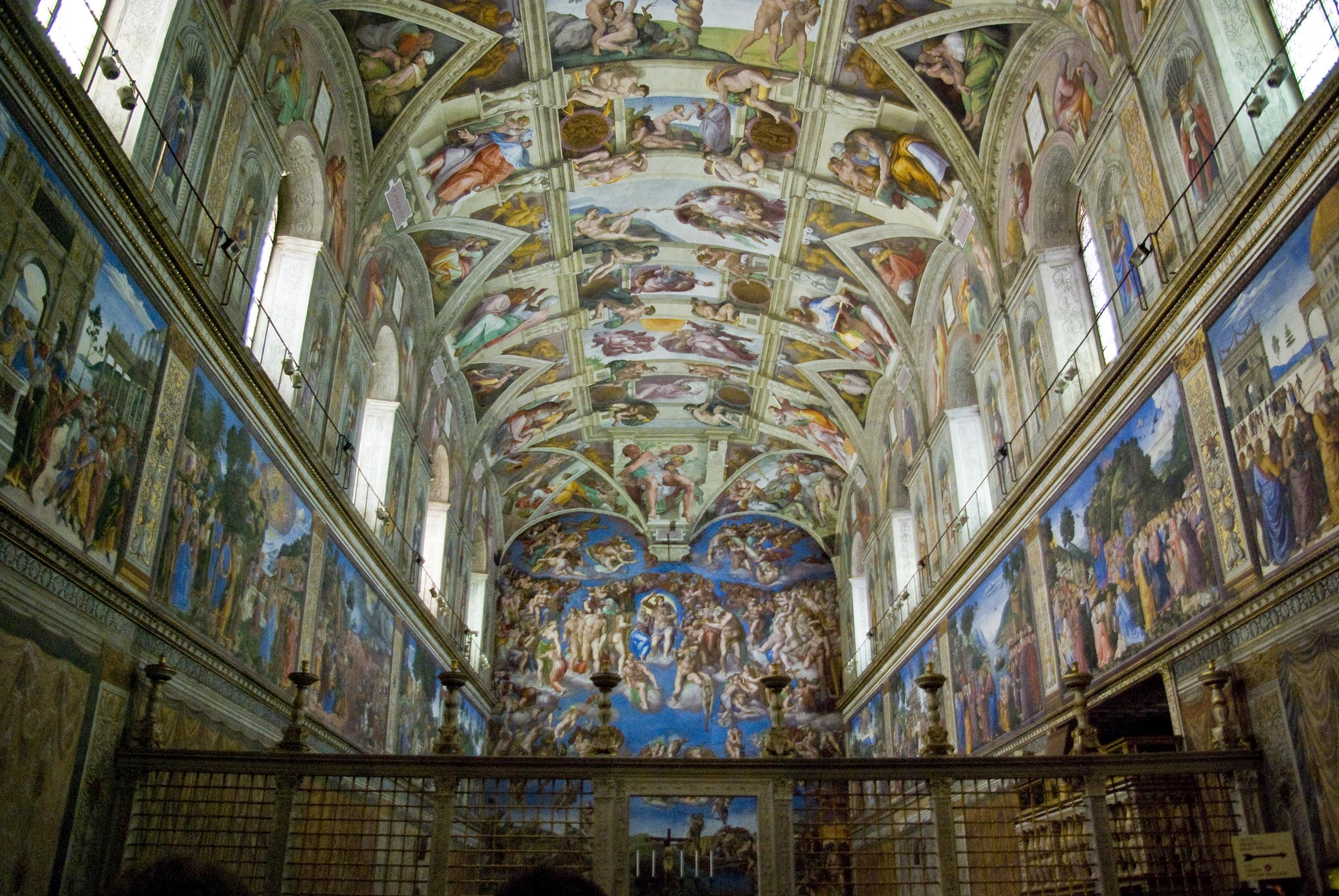
Techo de la Capilla Sixtina de Roma, que fue reproducido en miniatura por Vets.

Establecido en primer lugar como reparador de zapatos en Argenteuil y pintor, ofrecía a sus clientes sus retratos al óleo; posteriormente, hizo carteles de publicidad para el cine, y más tarde fue restaurador. 
Es famoso por su reproducción en miniatura, realizada entre 1969 a 1972, del techo de la Capilla Sixtina de Miguel Ángel, en el techo de una capilla en desuso en la localidad de Broglie, Normandía.